# Jane Mercer
Pour les articles homonymes, voir Mercer.
Jane Mercer est une actrice américaine née le 29 octobre 1910 en Pennsylvanie (États-Unis), et morte le 10 octobre 1975 à Los Angeles.

## Filmographie partielle
- 1923 : A Chapter in Her Life de Lois Weber
- 1931 : Scène de la rue (Street Scene) de King Vidor
- 1932 : Raspoutine et l'Impératrice (Rasputin and the Empress) de Richard Boleslawski et Charles Brabin
- 1933 : Rhapsodie amoureuse (Storm at Daybreak) de Richard Boleslawski
- 1935 : La Fugue de Mariette (Naughty Marietta) de Robert Z. Leonard et W. S. Van Dyke
- 1935 : La Marque du vampire (Mark of the Vampire) de Tod Browning